# 佛门乡
佛门乡，是中华人民共和国四川省南充市高坪区下辖的一个乡镇级行政单位。

## 行政区划
佛门乡下辖以下地区：
场镇社区、爱国村、胜利村、莲花村、荷花村、银花村、寨坡村、金花村、华光村、禹王庙村、骑龙村、熊山村、群山村、大佛岩村、走马岭村、蟠龙寺村、棺木岭村、真武村、白山村、三王庙村、真武庙村和九里半村。